# 布爾干市

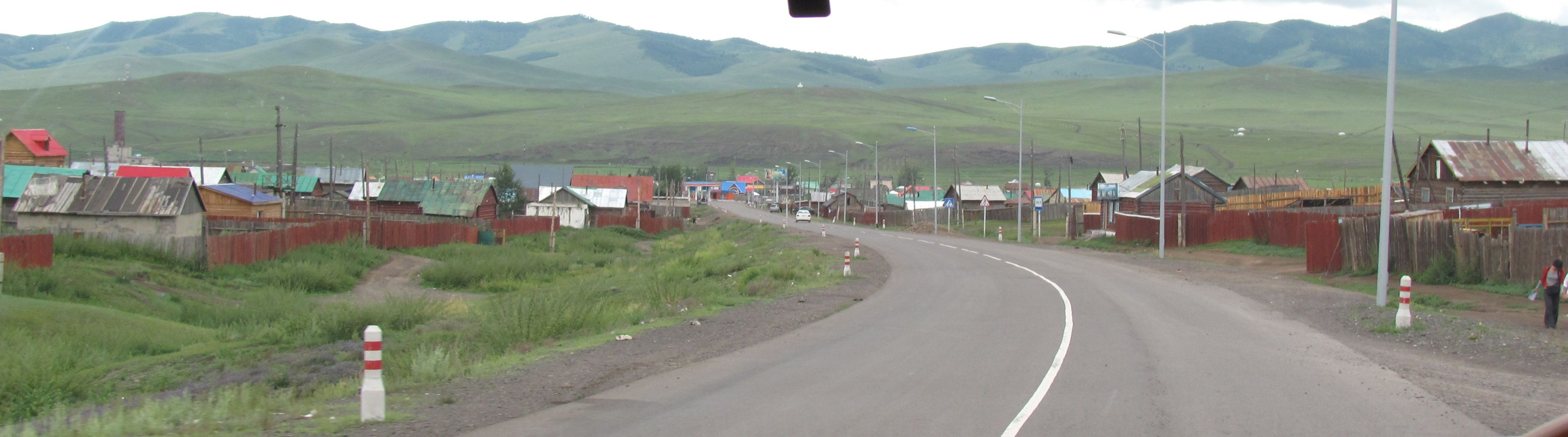
布爾干

布爾干是蒙古國的城市，位於該國北部，也是布爾干省的首府，距離首都烏蘭巴托468公里，始建於1938年，面積99平方公里，海拔高度1,208米，每年平均降雨量278毫米，2008年人口12,323。
48°48′43″N 103°32′01″E / 48.81194°N 103.53361°E